# Scytalopus gettyae
Espèce
Scytalopus gettyae est une espèce de passereaux appartenant à la famille des Rhinocryptidae.

## Répartition
Cet oiseau vit dans les Andes au centre du Pérou.